# Großer Preis von Sachir
Als Großer Preis von Sachir wurde bislang einmal ein Rennen zur Formel-1-Weltmeisterschaft auf dem Bahrain International Outer-Circuit in as-Sachir, Bahrain, ausgetragen.

## Geschichte
Aufgrund der grassierenden COVID-19-Pandemie wurden verschiedene Rennen der Formel-1-Weltmeisterschaft 2020 abgesagt oder verschoben. Nachdem die Veranstalter der Formel 1 peu à peu dem Kalender weitere Veranstaltungen hinzufügten, erfolgte im Sommer die Bekanntgabe, dass gegen Ende der Saison zwei Rennen auf dem Bahrain International Circuit stattfinden. Das Layout für den zweiten Grand Prix blieb vorerst offen, der Bahrain International Circuit bietet mehrere Konfigurationen. Kurz danach wurde bekannt, dass der Große Preis von Sachir auf dem Outer Circuit des Bahrain International Circuit stattfinden werde.
Da es jeweils pro Saison nur einen Grand Prix pro Land geben kann, wird bei zwei Grands Prix im selben Land üblicherweise ein anderer Name für das zweite Rennen gewählt. Die Veranstalter wählten daher für den zweiten Lauf am 6. Dezember 2020 den Namen Großer Preis von Sachir, während die Austragung am 29. November 2020 die übliche Bezeichnung Großer Preis von Bahrain trug.
Qualifying und Rennen wurden als Nachtrennen ausgetragen, während das Bahrain-Rennen hingegen, wie seit 2014 üblich, in der Dämmerung startete und bei Dunkelheit endete.

## Ergebnisse
| Auflage | Jahr | Strecke                             | Sieger                                   | Zweiter                | Dritter                                  | Pole-Position              | Schnellste Runde          |
| ------- | ---- | ----------------------------------- | ---------------------------------------- | ---------------------- | ---------------------------------------- | -------------------------- | ------------------------- |
| 01      | 2020 | Bahrain International Outer-Circuit | Sergio Pérez (Racing Point-BWT Mercedes) | Esteban Ocon (Renault) | Lance Stroll (Racing Point-BWT Mercedes) | Valtteri Bottas (Mercedes) | George Russell (Mercedes) |